# Valnesfjord
Strømsnes este o localitate din comuna Fauske, provincia Nordland, Norvegia, cu o suprafață de 0,61 km² și o populație de 475 locuitori (2013).